# Manuel Lamas
Manuel Lamas Baliero (Montevideo, 24 de agosto de 1935 - ibídem, 27 de agosto de 2004) fue un cineasta amateur uruguayo conocido por haber escrito y dirigido la película de culto del cine uruguayo Acto de violencia en una joven periodista.

## Biografía
Lamas nació en Montevideo en 1935, hijo del propietario de una librería, fue hermano del campeón de ajedrez uruguayo Pedro Lamas Baliero, durante su vida ejerció diversas ocupaciones, entre ellas dibujante, animador, pescador artesanal, comerciante de telas con motivos psicodélicos y cantor de tangos, entre otras varias actividades.
Su afición por el cine lo llevó a adentrarse en el ámbito de la producción cinematográfica. Durante la década de 1960, intentó un par de filmes que nunca vieron la luz, Crónica de Susana, protagonizada por Susana Groisman, con participación de Alberto Candeau y Walter Reyno, y Tres caras al sol, filmada en Piriapolis.
También produjo el primer show del músico Jaime Roos a su retorno al Uruguay y diseñó el afiche promocional del mismo. Posteriormente en la segunda mitad de la década de 1980, conformó una sociedad con Blanca Giménez creando un equipo de filmación con el que realizaron múltiples documentales y piezas publicitarias, además de dos películas de ficción: Acto de violencia en una joven periodista (1988) y Estoy por casarme (1991), comedia romántica protagonizada por Giménez y Vittorio Maganza, filmada en el balneario Piriapolis.
En la década de 1990 y con la sociedad con Giménez ya disuelta completó dos filmes más, Es tan fácil mentirle a los hombres (1995), protagonizada por Lamas y una mujer de la cual se desconoce la identidad, y Reina de la noche (1995), protagonizada por Marianela Ferrari, Manuel Lamas y Rosa Acosta.
Falleció en 2004.

## Legado
El trabajo de Lamas pasó desapercibido durante su vida y fue olvidado, durante muchos años hubo un desconocimiento casi total sobre él y su carrera. En paralelo a esto, cada año la fama de Acto de violencia en una joven periodista aumentaba como fenómeno de culto en Uruguay y Argentina, llevando a mucha gente en interesarse por conocer más sobre el trasfondo de este filme y las personas que lo protagonizaron.
En 2016, un artículo de Mariángel Solomita en El País despejó algunas dudas sobre la vida de Lamas y corrigió rumores, al entrevistar a personas clave de su vida, y en 2017 se anunció la producción de un documental cuyo objetivo era desentrañar el misterio detrás de este enigmático personaje del que casi nada se sabía. Esto derivó en Directamente para video (2021) de Emilio Silva Torres, documental que va detrás del fantasma de Lamas e indaga sobre su memoria a través de documentos y cintas perdidas dejadas por el director.
El festival de cine Detour otorga un premio a su nombre a filmes experimentales.

## Filmografía
| Película                                  | Año  |
| ----------------------------------------- | ---- |
| Acto de violencia en una joven periodista | 1988 |
| Estoy por casarme                         | 1991 |
| Es tan fácil mentirle a los hombres       | 1995 |
| Reina de la noche                         | 1995 |